# أوريليان نويل
أوريليان نويل هو محامي وسياسي كندي، ولد في 16 سبتمبر 1904 في مونتريال في كندا، وتوفي في 16 ديسمبر 1991. حزبياً، نشط في الحزب الليبرالي الكندي. وقد انتخب عضو مجلس العموم الكندي.